# Японські тихоокеанські гірські листяні ліси
Японські тихоокеанські гірські листяні ліси (ідентифікатор WWF: PA0441) — палеарктичний екорегіон помірних широколистяних та мішаних лісів, розташований в Японії. 

## Географія
Екорегіон японських тихоокеанських гірських листяних лісів охоплює найвищі гірські вершини на островах Кюсю і Сікоку, а також тихоокеанські схили гір острова Хонсю. На північному сході, в префектурах Івате та Аоморі, екорегіон виходить до узбережжя Тихого океану. В центральній частині Хонсю регіон охоплює значну частину Японських Альп, зокрема гору Кіта висотою 3193 м, другу за висотою гору Японії. Рельєф екорегіону характеризується глибокими річковими долинами.
На сході Хонсю, в прибережних районах Тихого океану, а також на більш низьких висотах на островах Кюсю і Сікоку, екорегіон переходить у японські тихоокеанські вічнозелені ліси, а на заході — у ніхонкайські гірські листяні ліси. На найвищих гірських вершинах Японських Альп екорегіон переходить у альпійські хвойні ліси Хонсю.

## Клімат
В межах екорегіону переважає вологий континентальний клімат (Dfa або Dfb за класифікацією кліматів Кеппена), який характеризується високими перепадами температур, спекотним літом та м'якою зимою. На півдні регіону влітку температура може досягати 32 °C. На півночі клімат більш прохолодний, хоча мінусові температури взимку характерні для всього екорегіону. Середньомісячна кількість опадів коливається від 200 мм влітку до менш ніж 30 мм взимку.

## Флора і фауна
Рослинний покрив екорегіону представлений листяними лісами, дерева в яких скидають листя взимку. Ці ліси є менш густими, ніж ліси, що ростуть на західних схилах гір Хонсю. В них переважають зарубчасті буки (Fagus crenata), японські буки (Fagus japonica) та японські багрянники або кацура (Cercidiphyllum japonicum). В підліску переважає саса (Sasa), різновид карликових бамбуків.
Серед поширених в екорегіоні ссавців слід відзначити японського оленя (Cervus nippon), японського серау (Capricornis crispus), японського кабана (Sus scrofa leucomystax), японську лисицю або кіцуне (Vulpes vulpes japonica), японського єнота або танукі (Nyctereutes viverrinus), японського борсука (Meles anakuma), японську куницю (Martes melampus), майже ендемічного японського горностая (Mustela erminea nippon), японського тхора (Mustela itatsi), японського зайця (Lepus brachyurus), японського вовчка (Glirulus japonicus), японську вивірку (Sciurus lis), велетенську японську летягу (Petaurista leucogenys), японську політуху (Pteromys momonga), японського гірського крота (Oreoscaptor mizura), малого кротовця (Mogera imaizumii) та рідкісного японського білогрудого ведмедя (Ursus thibetanus japonicus). В районі гори Оміне мешкає друга за розмірами популяція японських макак (Macaca fuscata) в Японії. Щільна сіро-коричнева шерсть цих мавп дозволяє їм мешкати найпівнічніше серед усіх приматів на планеті. Раніше в екорегіоні також зустрічалися японські вовки (Canis lupus hodophilax) та японські видри (Lutra nippon), однак наразі вони повністю вимерли.
Серед поширених в екорегіоні птахів слід відзначити японського соловейка (Larvivora akahige), тундрову куріпку (Lagopus muta), крапчасту горіхівку (Nucifraga caryocatactes), японського мікадо (Syrmaticus soemmerringii), рідкісну китайську піту (Pitta nympha) та майже ендемічну японську вівсянку (Emberiza sulphurata).

## Збереження
Оцінка 2017 року показала, що 10 582 км², або 25 % екорегіону, є заповідними територіями. Природоохоронні території включають: Національний парк Мінамські Альпи та Національний парк Фудзі-Хаконе-Ідзу.